# 陈天
陈天（1922年—2000年7月），原名陈乃焱，河南襄城人。中国人民解放军开国大校。中国人民解放军第六十八军副政委，沈阳军区纪律检查委员会正军职专职委员。

## 生平
1939年夏任西北青年救国第二剧团政治指导员，开赴太行敌后。后任八路军第一二九师政治部青年科科长、1945年任八路军太行军区政治部组织科科长。中央军委总干部部三处科长、总干部部空军处副处长、第六十八军第203师副政委兼政治部主任、第二十六军第33师政委、济南军区后勤部政治部副主任、第六十八军政治部副主任、第六十八军副政委、沈阳军区纪律检查委员会正军职专职委员。
1955年授予上校军衔。1960年晋升大校军衔。获二级独立自由勋章、二级解放勋章和中国人民解放军一级功勋荣誉章。